# María Begoña Redal
María Begoña Redal Giraldos (Tudela, 3 de agosto de 1975) es una deportista española que compitió en golbol. Ganó una medalla de plata en los Juegos Paralímpicos de Sídney 2000.

## Palmarés internacional
| Juegos Paralímpicos | Juegos Paralímpicos | Juegos Paralímpicos | Juegos Paralímpicos |
| Año                 | Lugar               | Medalla             | Competición         |
| ------------------- | ------------------- | ------------------- | ------------------- |
| 2000                | Sídney (Australia)  | Medalla de plata    | Torneo femenino     |